# Saluda (Carolina do Sul)
Saluda é uma cidade  localizada no estado norte-americano da Carolina do Sul, no Condado de Saluda.

## Demografia
Segundo o censo norte-americano de 2000, a sua população era de 3066 habitantes.
Em 2006, foi estimada uma população de 2989, um decréscimo de 77 (-2.5%).

## Geografia
De acordo com o United States Census Bureau tem uma área de
8,5 km², dos quais 8,4 km² cobertos por terra e 0,1 km² cobertos por água.

## Localidades na vizinhança
O diagrama seguinte representa as localidades num raio de 24 km ao redor de Saluda.